# Huemer
Huemer ist ein deutscher Familienname.

## Herkunft und Bedeutung
Huemer ist eine Variante des Familiennamens Huber.

## Namensträger
- Alexander Huemer (* 1972), österreichischer Maler und Bildhauer
- Alois Huemer (1905–1985), österreichischer Politiker (ÖVP)
- Barbara Huemer (* 1971), österreichische Politikerin (Grüne)
- Coco Huemer (* 1993), österreichische Schauspielerin
- Dick Huemer (1898–1979), US-amerikanischer Drehbuchautor und Regisseur von Animationsfilmen
- Franz Huemer (1836–1918), österreichischer Gutsbesitzer und Politiker
- Friedrun Huemer (* 1944), österreichische Politikerin (Grüne)
- Georg Huemer (Komponist) (1837–1908), österreichischer Komponist und Musikarchivar
- Georg Huemer (* 1976), österreichischer Plastischer Chirurg
- Hans Huemer (1858–1935), österreichischer Apidologe und Entomologe
- Ina Huemer (* 1998), österreichische Sprinterin
- Johann Huemer (1849–1915), österreichischer Altphilologe
- Judith Huemer (* 1969), österreichische Künstlerin
- Kurt Huemer (1933–2005), österreichischer Sänger und Schauspieler
- Mario Huemer (* 1970), österreichischer Elektrotechniker und Hochschullehrer
- Markus Huemer (* 1968), österreichischer Künstler
- Matthias Huemer (* 1991), österreichischer Judoka
- Michael Huemer (Bauer) (Michael Kalchgruber; 1777–1849), österreichischer Bauer
- Michael Huemer (Philosoph) (* 1969), US-amerikanischer Philosoph
- Oskar Huemer (1916–1993), österreichischer Politiker (VdU/SPÖ) und Beamter
- Peter Huemer (Journalist) (* 1941), österreichischer Publizist, Journalist und Historiker
- Peter Huemer (Grafiker) (1952–2022), österreichischer Maler und Grafiker
- Peter Huemer (Zoologe) (* 1959), österreichischer Schmetterlingsforscher
- Peter Ily Huemer (* 1957), österreichischer Regisseur
- Thomas Huemer (* 1976), österreichischer Handballtorwart